# Alfredo Palacio
Luis Alfredo Palacio González, född 22 januari 1939 i Guayaquil, död 22 maj 2025 i Guayaquil, var mellan 20 april 2005 och 15 januari 2007 president i Ecuador. Han efterträdde Lucio Gutiérrez, som tvingades avgå efter en politisk kris.